# 盐穗木
盐穗木（学名：Halostachys caspica）为苋科盐穗木属的植物。分布于蒙古、俄罗斯、阿富汗、伊朗以及中国大陆的新疆、甘肃等地，多生在河谷、盐碱滩以及盐湖边，目前尚未由人工引种栽培。